# Tool Thongjai
Tool Thongjai (thaï : ทูล ทองใจ), surnommé Noi Thongjai, né le 1er mars 1927 à Amphawa dans la province de Samut Songkhram et mort le 31 janvier 1995 à Bangkok, est un chanteur pop luk thung thaïlandais.
C'est une des vedettes du luk thung, genre musical de Thaïlande. Il a chanté de très célèbres chansons dans les années 1950 telles Prod Thued Duang Jai (thaï :โปรดเถิดดวงใจ ; litt. S'il te plaît, Chérie), Pratthana (thaï :ปรารถนา ; litt. Souhaits), Roi Rak Nai Arom (thaï :รอยรักในอารมณ์ ; litt. La Marque de l'Amour), Joob Mat Cham (thaï :จูบมัดจำ ; litt. Le Baiser du Souvenir) et cætera.
Il est le chanteur de la chanson « S'il te plaît, Chérie » que l'on entend dans le film Death Whisperer (thaï : ธี่หยด) (2023) de Taweewat Wantha,.
Il est décédé à l'âge de 67 ans d'un accident vasculaire cérébral.